# Cazador Siniestro
El Cazador Siniestro es un personaje que aparece en los cómics estadounidenses publicados por Marvel Comics. Él es el hijo de Kraven el Cazador, el sobrino del Camaleón, el medio hermano de Alyosha Kravinoff y el hermano de Ana Kravinoff.

## Historial de publicaciones
La primera aparición de Cazador Siniestro fue en Spider-Man # 47 y fue creada por Howard Mackie y Tom Lyle.

## Biografía del personaje ficticio
Vladimir Kravinoff era un hijo de Sergei Kravinoff, el infame adversario de Spider-Man conocido como Kraven el Cazador. A diferencia de su medio hermano ilegítimo Alyosha Kravinoff que fue criada en la vergüenza en África, Vladimir creció en Rusia y se benefició de la riqueza y los lujos de su padre. Sin embargo, su padre a menudo descuidaba a ambos hijos mientras perseguía sus diversas canteras internacionales. Sin darse cuenta de sus hermanos, Vladimir fue criado por el criado de Sergei, Gregor, quien actuó como padre sustituto enseñándole las técnicas de caza de Sergei. Cuando Vlad todavía era un niño, Sergei puso a su hijo a través de un rito de iniciación, cazando a Vladimir disfrazado como el legendario "Cazador Siniestro". Impresionado por las habilidades de su hijo aprendidas bajo Gregor, Sergei comenzó a entrenar a Vlad personalmente. Vladimir Kravinoff tomó el nombre de "El Cazador Siniestro" y decidió perseguir a Spider-Man y varios de sus enemigos. Solo tuvo una batalla con Spider-Man, y sus métodos eran casi los mismos que los de su padre., incluso dando su identidad de Jason Macendale, la fórmula de superfuerza de su padre que reaccionó a las anomalías en su torrente sanguíneo que le dieron mayor poder. Esta es quizás la razón por la cual Vladimir se hizo más poderoso que su padre cuando tomó el tratamiento. Cuando salió de la cárcel, decidió rastrear a Spider-Man nuevamente solo para luchar contra Araña Escarlata. Llegó Kaine (un clon de Spider-Man) y después de un enfrentamiento, Vladimir fue asesinado por el loco duplicado. En la puerta de la muerte, se tambaleó hacia Gregor cayendo en sus brazos y murió poco después de eso.
Durante la historia de The Gauntlet y Grim Hunt, Sasha Kravinoff sacrifica a Mattie Franklin como parte de un ritual de reavivamiento que resucita a Vladimir como una criatura león humanoide. Vladimir siendo revivido como un león humanoide fue el resultado de que Mattie no era una "araña pura". Vladimir más tarde ayuda a Ana Kravinoff y Alyosha Kravinoff con la captura de Anya Corazon, así como un segundo intento de capturar a Arachne. Después de la resurrección de Kraven el Cazador, Vladimir fue mostrado intentando atacar a Arachne y Araña mientras están atados. Sergei se defiende de Vladimir bastante brutalmente. Sasha le mencionó a Sergei que el estado infrahumano de Vladimir fue el resultado de una prueba de resurrección para ver si ella podía revivir a Sergei. Después de que Spider-Man derrotó a la familia Kravinoff, escaparon a la Tierra Salvaje donde Sergei mató a Sasha (porque se quejó de ser cazada para convertirse en una verdadera Kravinoff) y eutanasia a Vladimir (que Kraven lo hace "para respetar el muerto").

## Poderes y habilidades
A través del suero de Jungla, Vladimir poseía habilidades sobrehumanas similares a las de su padre, aunque aparentemente sin la necesidad de ingerir periódicamente el suero. Estos poderes incluyen sentidos aumentados, fuerza (3 toneladas de manera óptima), velocidad (capaz de correr distancias cortas a 65 mph), agilidad y durabilidad, y posiblemente longevidad. Podía realizar un salto amplio de pie de 25 pies (7,6 m). Vladimir llevaba una armadura que protegía sus brazos y torso, mientras que normalmente llevaba su cuchillo ancestral, guanteletes de electrochoque, lanzadores de dardos montados en la muñeca, una lanza que proyectaba energía y tacos con púas. Era hábil en el uso de otras armas, incluyendo un rifle, pistola, shuriken, tonfa y cerbatana.
Después de su resurrección a manos de los otros miembros de la familia Kravinoff, Vladimir obtuvo la apariencia de una gigantesca criatura león humanoide. En su nueva forma, tiene fuerza y durabilidad sobrehumanas, y lleva un pesado hacha de piedra.

## En otros medios
En la primera versión de Spider-Man: Turn Off the Dark, el show fue narrado por los fanes de Geek Chorus, Spider-Man, quienes estaban en el proceso de escribir la historia más extrema y definitiva de Spider-Man. Uno de ellos dice tener el nombre Grim Hunter. El papel fue jugado por Mat Devine.